# Convento dei Cappuccini (San Secondo Parmense)
Il convento dei Cappuccini è stato un complesso religioso ubicato a nord del paese di San Secondo Parmense lungo la strada per Cremona. L'edificio è in parte ancora esistente e sede di una scuola dell'infanzia e di un asilo nido.

## Storia
Il convento fu edificato dal marchese Federico I de' Rossi nel 1610 su richiesta del fratello, conte Ippolito, che aveva assunto il nome di Fra Ludovico dopo la sua ordinazione a frate cappuccino.
Venne scelto di costruire la struttura a nord del centro abitato, lungo la strada che da Parma conduce a Cremona, all'altezza dell'incrocio con la strada che conduceva al convento degli Zoccolanti. La struttura conventuale era completata da una chiesa dedicata a Santa Maria della neve.

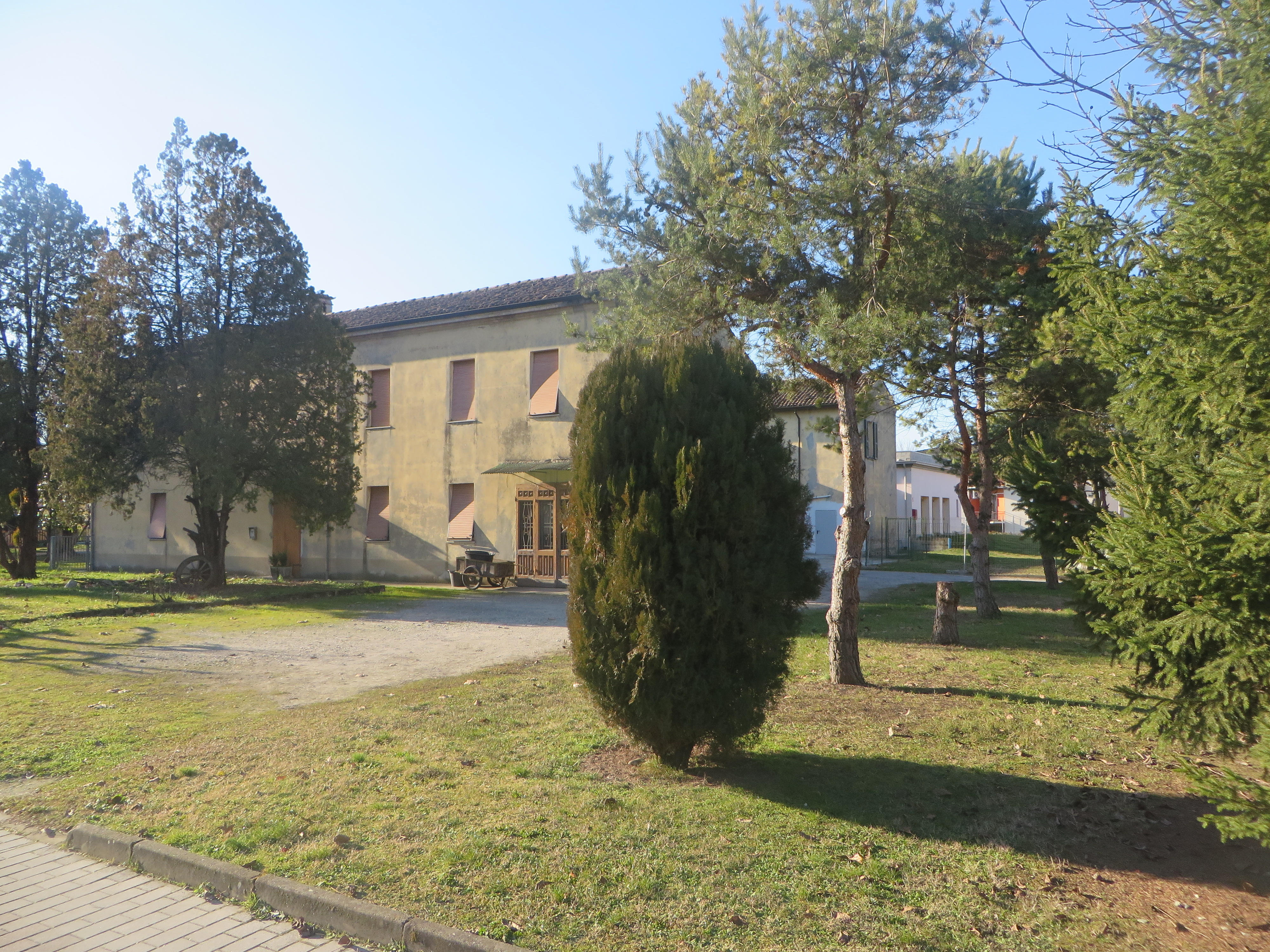
Ex convento dei Cappuccini: la parte del giardino in primo piano rappresenta l'area dove sorgeva la chiesa

Dal 1679, anno della divisione provinciale, la struttura ebbe un proprio guardiano, il primo fu Padre Angelo da Parma, mentre l'ultimo fu Padre Alessio da Guastalla.
Il convento fu attivo per circa due secoli, dopo la conquista francese venne descritto nel 1803 dall'Amministratore generale dello stato di Parma e Piacenza Moreau de Saint-Mery come un edificio "di buona costruzione e di sufficiente recinto", si rilevava inoltre che vi vivevano pochi frati a causa della riduzione generalizzata delle vocazioni di quell'ordine e che erano dediti ad assistere gli ammalati nell'Ospedale di San Secondo.
Nel settembre del 1805 il convento venne soppresso dai francesi e il tentativo di riaprirlo nel 1827 dopo la restaurazione non andò a buon fine a causa della mancata approvazione delle autorità ducali.
Dopo la soppressione, l'intero complesso fu acquistato da Giacomo Cavalli che trasformò la struttura residenziale del convento nella sua residenza, suo figlio Giulio donò nel 1914 l'altare della chiesa sconsacrata ai Cappuccini della chiesa di Sant'Antonio di Salsomaggiore Terme, mentre nel 1925 si ricorda che la ex chiesa era adibita a officina meccanica e a ricovero di macchine agricole, venendo poi definitivamente demolita nel 1956.
Giulio Cavalli, morto senza eredi nel 1944, lasciò per disposizione testamentaria la villa e i terreni all'asilo del paese. Negli anni cinquanta nella zona dei locali di servizio annessi a sud venne costruita una struttura nuova adiacente a quella conventuale che divenne la sede della scuola dell'infanzia dedicata ad Ilario Gaibazzi, mentre nel 2008 è stato eseguito un ulteriore ampliamento ad ovest per la costruzione di un asilo nido dedicato a Giacomo e Giulio Cavalli. L'intera struttura è attualmente di proprietà della fondazione Cavalli-Gaibazzi.

## Descrizione

### Chiesa

La Chiesa di Santa Maria della Neve poco prima della demolizione

La chiesa dedicata a Santa Maria della Neve  aveva l'ingresso posto ad est direttamente sulla strada che da Parma conduce a Cremona. L'edificio a navata unica presentava una facciata con quattro lesene due delle quali erano poste in corrispondenza dei muri esterni e altre due a sostegno del timpano, all'interno vi erano quattro cappelle, due per lato, mentre dietro all'altare era posizionato un coro, la sagrestia era annessa alla chiesa.
Sotto l'edificio vi era una cripta che conteneva le sepolture dei frati defunti. La struttura, come già detto, è stata demolita nel 1956.

### Convento
Al lato della chiesa era posto il chiostro grande racchiuso da un andito a est e da alcuni locali di servizio a sud (forno, foresteria), mentre il nucleo principale della struttura conventuale giaceva ad ovest del chiostro.
Il corpo di fabbrica principale, suddiviso su due piani e strutturato su tre ali, ospitava al piano terra il refettorio, le foresterie nobili, la cucina e lo "scaldatoio": locale nel quale i frati si riscaldavano nelle giornate d'inverno dopo la celebrazione delle funzioni notturne, mentre al primo piano vi erano le stanze dei frati, la struttura racchiudeva grazie ad un andito posto a nord il chiostro piccolo.
A sud del corpo di fabbrica erano collocata la lavanderia, le cantine, la bottega, i servizi igienici.
Il convento era dotato di ampi orti a ovest e a sud, la struttura era attraversata a nord da un canale utilizzato per l'irrigazione delle colture, mentre al di là del canale, sempre di pertinenza del convento, vi era un ampio terreno di forma trapezoidale che fu adibito a cimitero dopo il 1809, al limite nord delle proprietà correva una strada che ancor oggi si chiama Strada dei Cappuccini.
Dell'intera struttura si conserva il nucleo principale che racchiudeva il chiostro piccolo, attualmente abitato da una piccola comunità di suore chieppine mentre i locali di servizio a sud del chiostro grande sono stati demoliti.